# Lola Montez (danseres)

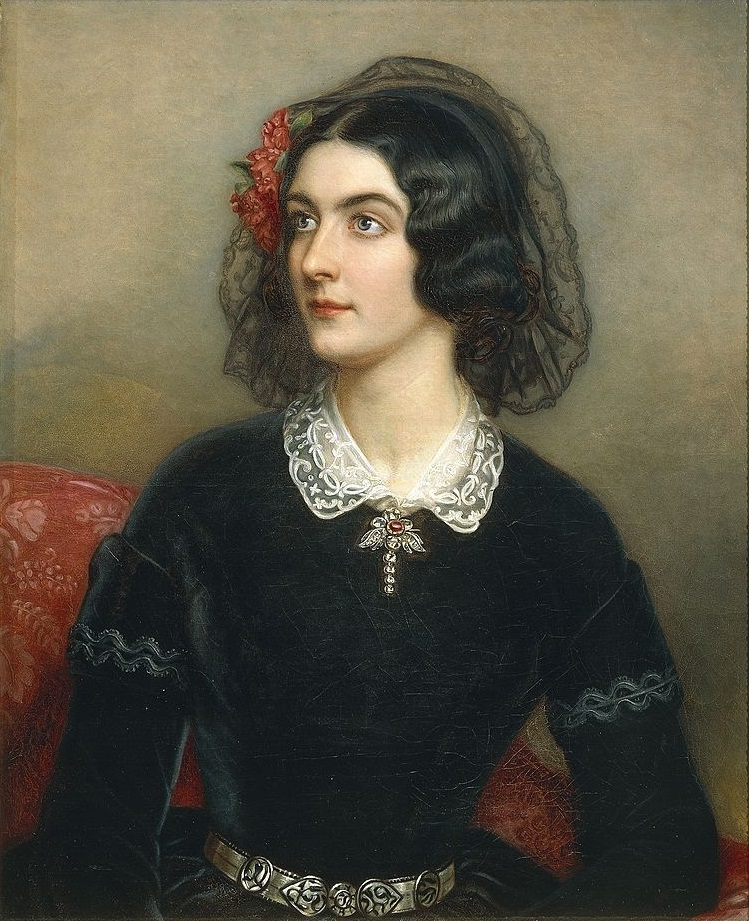
Joseph Karl Stieler: Lola Montez, portret uit de galerie van schoonheden.

Elizabeth Rosanna Gilbert (Grange (County Sligo), 17 februari 1821 - New York, 17 januari 1861), beter bekend als Lola Montez,  was een Ierse danseres en courtisane. Ze had enige tijd een relatie met koning Lodewijk I van Beieren. Het gedrag van Montez trok de aandacht van de victoriaanse pers, die haar neerzette als de meest schandalige vrouw van haar tijd.

## Levensloop
Lola Montez was de dochter van een Schotse legerofficier, Edward Gilbert en Elizabeth Oliver, een onwettige telg van de Ierse landadel met een deels creoolse achtergrond. De familie trok in 1823 naar India, waar haar vader aan cholera overleed. Haar moeder hertrouwde en stuurde haar dochter in 1826 naar schoonfamilie in Schotland. In 1832 ging ze naar een kostschool in Bath.
Eliza trouwde in 1837, zestien jaar oud, in het geheim met een jonge officier. Met haar echtgenoot trok ze opnieuw naar India, maar na enkele jaren liep dit huwelijk mis. Ze ging in 1843 terug naar Engeland, waar ze voortaan zelf in haar bestaan moest voorzien. Onder de naam Lola Montez ging ze nu optreden als "Spaanse danseres" in variétégelegenheden van dubieus allooi. Haar danstalent bleek bescheiden, maar haar erotische tarantella was opmerkelijk.

### Europese loopbaan

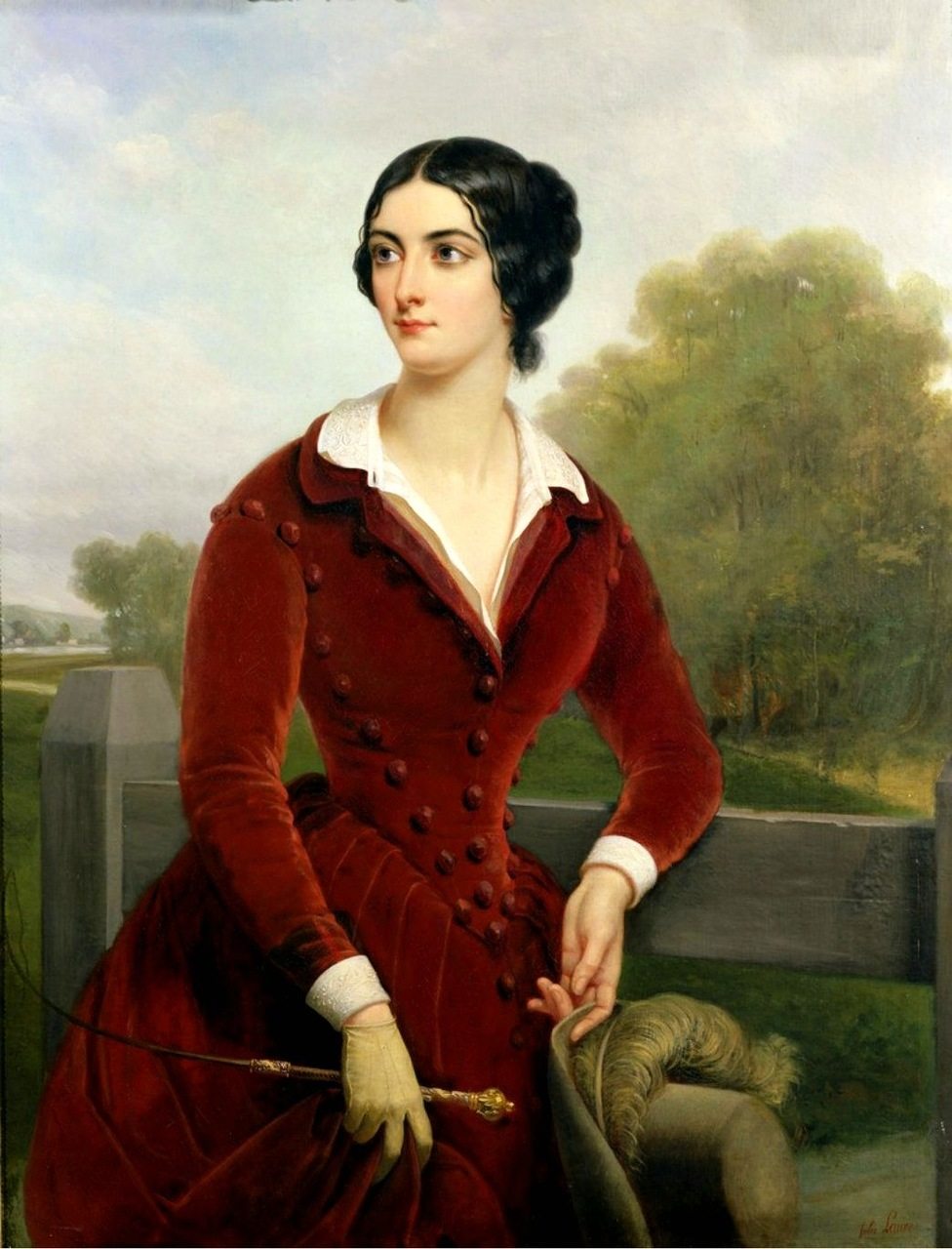
Portret van Lola Montez door Jules Laure (1845).

Haar schoonheid en formidabele persoonlijkheid bezorgden Montez een aantal vermogende bewonderaars, maar haar gedrag veroorzaakte ook schandalen. Dat veranderde niet toen ze op tournee naar het vasteland ging. In Frankrijk verkeerde ze in de jetset van die dagen, Franz Liszt en Alexandre Dumas behoorden tot haar intimi. De Franse episode eindigde met een opzienbarend proces, nadat een minnaar in een duel gedood was.
Na Frankrijk trok Montez naar Rusland, ze ontmoette er de tsaar en had een relatie met de gouverneur van Polen. In 1846 reisde ze naar München waar ze de aandacht trok van de 60-jarige koning Lodewijk I van Beieren. Hoewel koninklijke affaires nog vrij makkelijk geaccepteerd werden, veroorzaakte de "zaak Montez" toch een publiek schandaal. De koning noemde de relatie platonisch, maar het was bekend dat hij een konterfeitsel van haar voeten in groot formaat uit marmer had laten houwen. De publieke opinie werd ook verhit door het gedrag van Montez, die in het openbaar verscheen met jachthonden, zweep én sigaret. 
De indruk bestond dat Montez overmatig veel invloed op de koning uitoefende, zeker nadat Lodewijk haar als gravin Marie von Landsfeld in de adelstand verheven had. Het verzet kwam uit alle lagen van de bevolking, de eerdere populariteit van de koning daalde naar een dieptepunt en onder druk van de revolutionaire ontwikkelingen die in 1848 overal in Europa plaatsvonden, was Lodewijk genoodzaakt afstand van de troon te doen. 
Montez vluchtte naar Zwitserland en vervolgens terug naar Londen, waar ze haar memoires schreef. Want inmiddels was ze een cause celèbre. Ze sloot een tweede huwelijk, wat leidde tot een arrestatie wegens bigamie, omdat de eerste echtverbintenis nooit formeel ontbonden was. Daarop besloot ze haar geluk in Amerika te beproeven.

### In Amerika en Australië
In New York trad Montez in 1851 op in een theaterproductie over haar eigen avonturen: Lola Montez in Bavaria. In 1853 bracht de goldrush haar in Californië waar ze furore maakte met haar spider-dance, een act waarin ze al haar kledingstukken op spinnen doorzocht. In San Francisco trouwde ze voor de derde maal, om vervolgens in het goudstadje Grass Valley enige tijd een saloon te drijven. 
Weer gescheiden volgde ze in 1855 het goud naar Australië om opnieuw voorstellingen te verzorgen voor de diggers. Ook hier veroorzaakte ze de nodige schandalen en het Australische uitstapje leidde eveneens weer tot een kortstondig huwelijk. 
In 1858 keerde Montez terug naar New York. Ze publiceerde een boek over de geheimen van de lichaamsverzorging en hield lezingen over dat onderwerp. Maar ze sprak ook tegen de slavernij en de achterstelling van de vrouw. In deze jaren raakte ze geïnteresseerd in het geloof en ze zette zich in voor gevallen meisjes. 
In 1860 had ze een herseninfarct, waarna ze bedlegerig werd. Korte tijd later stierf ze aan een longontsteking, nog net geen veertig jaar oud. Dat ze haar laatste jaren in armoede sleet, zoals vaak beweerd wordt, is volgens haar biograaf Bruce Seymour sterk overdreven. Waarschijnlijk vond men zo'n einde passend voor een schandalige vrouw als Montez.

## Trivia
- De Amerikaanse zangeres en harpiste Joanna Newsom schreef een nummer over het leven van Montez. Het nummer van ruim 11 minuten is de titeltrack van het driedubbelalbum Have One On Me uit 2010.

- De Deense band Volbeat bracht in 2013 een single uit over het leven van Lola. De single is afkomstig van hun vijfde studioalbum Outlaw Gentlemen & Shady Ladies.
- Montez komt voor in De nieuwe avonturen van Lucky Luke in aflevering 27 'Lola Montes'.

## Publicaties
- Anecdotes of Love; Being a True Account of the Most Remarkable Events Connected with the History of Love; in All Ages and among All Nations
- The Arts of Beauty, or, Secrets of a Lady's Toilet with Hints to Gentlemen on the Art of Fascination
- Lectures of Lola Montez, Including Her Autobiography